# Гога Николовски
Гога Николовски (на македонска литературна норма: Гога Николовски) е югославски политик и юрист.

## Биография
Роден е през 1923 г. в Крушево. От 1963 до 1965 г. е член на Изпълнителния съвет на СРМ и от 1978 до 1982 г. отново. Между 1979 и 1984 е председател на Конституционния съд на Социалистическа република Македония. Член е на ЦК на МКП и делегат в Съюзния събор на Събранието на СФРЮ.